# Hīrna
Hīrna är en ort i Etiopien.   Den ligger i regionen Oromia, i den centrala delen av landet, 260 km öster om huvudstaden Addis Abeba. Hīrna ligger 1 789 meter över havet och antalet invånare är 12 295.
Terrängen runt Hīrna är huvudsakligen kuperad, men söderut är den bergig. Hīrna ligger nere i en dal. Runt Hīrna är det tätbefolkat, med 343 invånare per kvadratkilometer. Det finns inga andra samhällen i närheten. Omgivningarna runt Hīrna är en mosaik av jordbruksmark och naturlig växtlighet.